# Atrocitus
Atrocitus (Atros) es un personaje ficticio que aparece en los cómics estadounidenses publicados por DC Comics. Atrocitus es un enemigo de los Guardianes del Universo y Sinestro, su antiguo Green Lantern. Es el líder del Red Lantern Corps.

## Historial de publicaciones
Atrocitus aparece por primera vez en Green Lantern vol. 4 # 25 en una "Guerra de la luz" de dos páginas y fue creado por Geoff Johns y Ethan Van Sciver.

## Historia

### Green Lantern: Origen Secreto
Cuando los delincuentes Manhunters arrasaron el Sector Espacial 666, Atros fue uno de los únicos cinco seres en todo el sector que pudo escapar de la muerte, después de haber sido forzado a ser testigo del asesinato de su esposa e hijas por uno de los robots desbocados. Renombrándose a sí mismo "Atrocitus", él y los otros cuatro sobrevivientes formaron una cábala terrorista conocida como las Cinco Inversiones, empeñada en la destrucción de los Guardianes del Universo y todos los que les servían, con Atrocitus como su líder. Las Cinco Inversiones realizaron un ritual que les permitió mirar hacia el futuro y descubrir la profecía de Blackest Night, que decretó que toda vida en el universo terminaría. Formando un "Imperio de lágrimas", las Inversiones intentaron destruir a los Guardianes, pero fueron derrotados y encarcelados en el planeta Ysmault.
Algún tiempo después, Abin Sur comenzó a hacer visitas periódicas a Ysmault y comenzó a hacer preguntas sobre Blackest Night. Sur incluso llegó a liberar a Atrocitus de su encarcelamiento para que pudiera llevar el Linterna Verde a la Tierra, el lugar de nacimiento profetizado del "negro" que algún día acabaría con el universo. Llevado a la Tierra por una nave estelar (debido a que su compañero Inversion Qull predijo que el anillo de Sur algún día le fallaría cuando más lo necesitaba) y atado por las restricciones de energía creadas por el anillo de Sur, Atrocitus infundió miedo en su captor, permitiendo que impureza amarilla para filtrarse en sus construcciones de fuerza de voluntad y debilitarlas lo suficiente como para permitirle liberarse. Después de cortar al Green Lantern en el pecho, hiriéndolo de muerte, Atrocitus saltó desde un punto alto en la atmósfera de la Tierra para escapar de la nave en ruinas de Sur.

#### Encuentro con William Hand
Después de aterrizar cerca de una base aérea y matar a un número indeterminado de soldados de la Fuerza Aérea, Atrocitus recitó lo que más tarde se convertiría en el juramento del Red Lantern Corps y realizó un ritual que le dio el nombre del heraldo de Blackest Night: William Hand. Atrocitus creó un dispositivo usando partes de armas robadas que actuaban como una vara de adivinación cósmica, y lo usó para llevarlo a Hand. Una vez que localizó al humano que, según se decía, desempeñaría un papel destacado en la llegada de Blackest Night, atacó y planeó llevarle las entrañas de Hand a Ysmault. Sin embargo, antes de que su plan prosiguiera, Sinestro y el novato Green Lantern, Hal Jordan lo interceptaron, llevando a William Hand a un lugar seguro. Atrocitus usó su dispositivo recién construido para minar el poder de sus anillos, dejándolos con solo su ingenio para defenderlos del maestro de las Cinco Inversiones. Sinestro fue capaz de restaurar los poderes de sus anillos a través de su batería de energía, pero Atrocitus todavía tenía la ventaja. Justo cuando estaba a punto de aplastar a Sinestro con una pala mecánica, Jordan usó su anillo para volar el vehículo amarillo, lo que sorprendió enormemente a Atrocitus, ya que creía que los anillos de los Green Lantern no funcionaban en nada de color amarillo. Derrotado, Atrocitus fue contenido por Sinestro y llevado a Oa. Más tarde fue devuelto a Ysmault por Sinestro, donde profetizó que el planeta natal de Sinestro, Korugar, pronto estallaría en caos y desorden. A través de este acto, se dio a entender que fue Atrocitus quien plantó las semillas de la posterior caída en desgracia de Sinestro.

### Ira de los Red Lanterns
A raíz de la Guerra de los Sinestro Corps, se vio a Atrocitus forjando una batería de energía Red Lantern, utilizando el poder de la ira. Dijo que su primera nueva víctima sería el que se llamaba a sí mismo "el más grande Linterna Verde": Sinestro, quien había abandonado hacía mucho tiempo el Green Lantern Corps para forjar un Cuerpo en su propio homónimo. También asesinó a Qull de las Cinco Inversiones, un miembro del Imperio de las Lágrimas y el responsable de contarle a Abin Sur la profecía de Blackest Night (que hizo que los Guardianes del Universo continuaran el encarcelamiento del Imperio de las Lágrimas en Ysmault, en lugar de transferirlos a los cines científicos de Oa, más cercanos a los enemigos de las Cinco Inversiones), golpeándolo con la batería de energía. De esta forma, la primera batería de energía fue bautizada con sangre.
Atrocitus asesinó a los otros miembros de las Cinco Inversiones, usando su sangre para crear anillos de energía rojos, baterías de energía y una Batería de Energía Central Roja en Ysmault. Atrocitus pronto se puso su nuevo anillo de poder rojo, convirtiéndose en el primer Red Lantern. Reclutó a muchas otras personas de todo el universo que poseían una gran ira y odio, incluida la ex Green Lantern Laira. Muchos de ellos habían sido agraviados por el Sinestro Corps, y Atrocitus les promete que el Red Lantern Corps erradicará al propio Sinestro. Lideró su nuevo cuerpo en un asalto contra Sinestro mientras algunos miembros del Green Lantern Corps lo trasladaban desde Oan Sciencells a su planeta natal de Korugar para su ejecución.
Los Red Lanterns interrumpieron una pelea mortal entre las fuerzas de Sinestro y los Green Lanterns, matando a miembros de ambos bandos sin discriminación. Atrocitus mató personalmente al antiguo Green Lantern Remnant Nod. Finalmente, Sinestro fue capturado y llevado a Ysmault para su ejecución, y Hal Jordan, que se había enfrentado a Atrocitus antes, fue dejado por muerto en el espacio. Después de llevar a Sinestro a Ysmault, Atrocitus clavó al ex Linterna Verde en una cruz para esperar su ejecución por sus propias manos. Sin embargo, a diferencia de los Guardianes, que preferían una ejecución rápida, Atrocitus deseaba hacer sufrir a Sinestro primero al vengarse de todo lo que le había importado. Sus objetivos incluían a Korugar y la hija previamente desconocida y oculta de Sinestro, cuya identidad Atrocitus había aprendido a través de sus profecías de sangre.
Cuando Hal Jordan y los Blue Lanterns llegaron para recuperar a Sinestro, Atrocitus le reveló otra profecía a Jordan: que los Guardianes algún día tomarán su mayor amor, y él se convertirá en un renegado una vez más debido a sus acciones. Aunque Sinestro cree que la profecía de Atrocitus podría ser una forma de psicología inversa para infundir miedo en Jordan por sus acciones pasadas bajo la influencia de Parallax. Después de rescatar a Sinestro, los Blue Lanterns comenzaron a irse, pero Jordan quería volver por Laira, a quien Sinestro mató para salvar a Jordan. En un estallido de indignación, Jordan se preparó para ejecutar él mismo la sentencia de muerte de Sinestro, en contra de los deseos de los Blue Lanterns. La rabia que sintió Jordan atrajo el anillo rojo de Laira hacia él, convirtiendo a Jordan en el miembro más nuevo de Red Lantern Corps. Jordan atacó a los Blue Lanterns y Sinestro, hasta que Saint Walker logró poner un anillo de poder azul en su dedo. El anillo azul negó los efectos del anillo rojo, devolviendo a Jordan a la normalidad. Jordan luego atacó a Atrocitus, usando el poder de los anillos azul y verde para hacer que el rojo explotara en su cara. Derrotado, los Red Lanterns se retiraron al lado oscuro de Ysmault, donde Atrocitus realizó otro ritual de sangre, buscando descubrir la ubicación del mundo natal de los Blue Lanterns.

### Blackest Night
Durante la serie limitada de Blackest Night, los Lost Lanterns llegaron a Ysmault para recuperar el cuerpo de Laira, pero Atrocitus y los Red Lanterns se opusieron. Durante el conflicto, varios anillos de poder negro descendieron sobre Ysmault, reanimando los cuerpos de los compañeros Inversiones de Laira y Atrocitus. El Qull reanimado le arrancó el corazón a Atrocitus; Sin embargo, debido a que los anillos de Red Lantern reemplazan efectivamente los corazones de sus portadores, el ataque no mató a Atrocitus.
Atrocitus apareció más tarde en Okaara para robar la batería de energía de Larfleeze. Sin embargo, Hal Jordan, Carol Ferris, Sinestro, Saint Walker, Ganthet, Sayd y Indigo-1, salvan a los dos de Black Lanterns y detienen a Atrocitus. Luego fue devuelto a Ryut, donde su rabia se convirtió en dolor por su mundo perdido. Aceptó ayudar en la lucha contra los Black Lanterns, pero prometió matar a los Guardianes cuando terminara el conflicto. Después de la batería de energía central de Black Lantern a la Tierra, los líderes del Cuerpo combinaron sus luces para formar la luz blanca de la creación, que, a pesar de las afirmaciones de Indigo-1, no pudo destruir la batería, sino que fortaleció la fuerza detrás de ella. Ganthet luego duplicó los anillos del líder, en un intento de reforzar sus fuerzas. El duplicado del anillo de Atrocitus encontró su camino hacia Mera, introduciéndola temporalmente en el Red Lantern Corps. Cuando los líderes del Cuerpo y sus ayudantes estaban siendo atacados por un Linterna Negra El Espectro, Atrocitus siente la verdadera naturaleza del espíritu a pesar de estar influenciado por el anillo negro; una encarnación de la rabia y la venganza. Atrocitus desea aprovechar los poderes del Espectro para sus venganzas contra los Guardianes después de que el espíritu se libere de los Black Lantern Corps. Cuando Parallax libera al Espectro, Atrocitus intenta convertirlo en su propia entidad de ira, pero falla, el Espectro le advierte que no se debe jugar con la verdadera entidad de ira.

### Brightest Day
Tras la derrota de los Black Lanterns, Atrocitus regresa a Ysmault, y poco después se le acercan Ganthet y Guy Gardner, quienes le piden que se una a ellos en una misión aún no identificada. A pesar de su odio absoluto por los Guardianes, Atrocitus está de acuerdo y envía al Red Lantern Bleez para ayudar a Guy.
Algún tiempo después, apareció en la ciudad de Nueva York con el miembro felino de Red Lantern Corps, Dex-Starr en busca de las entidades del espectro emocional. Mataron a varios criminales en el metro, mientras perdonaban a los pasajeros restantes en el vagón del metro. Cuando realizó su ritual de sangre, le reveló la ubicación de las entidades a excepción de Ion y Parallax. Hal, Carol y Sinestro se enfrentaron a Atrocitus por sus acciones asesinas cuando terminó el ritual; sin embargo, Atrocitus los justificó alegando que hicieron lo que hicieron para proteger a los inocentes. Carol confirmó la sinceridad de Atrocitus al detectar una chispa de amor en su corazón con sus poderes que no estaba allí durante su encuentro anterior, solo para que sus palabras encendieran su ira. Enfurecido, Atrocitus saca al trío del metro y entra en combate. Durante la pelea, se revela que Atrocitus ha aprendido a crear construcciones con sus poderes. Luego, su pelea se interrumpe cuando Lobo hace acto de presencia, incapacitando a Hal. Los Linternas se unen para luchar contra Lobo, y Atrocitus revela que está en la Tierra para detener al ser que está capturando las entidades emocionales. Más tarde se revela que Atrocitus había contratado a Lobo para atacarlo, con el fin de ganarse la confianza de los demás. Durante su búsqueda de la Entidad Ira, conocida como el Carnicero, Atrocitus incinera un autobús de la prisión lleno de asesinos, alegando que "los que quitan la vida no la merecen".
Atrocitus localiza al Carnicero, que está a punto de poseer a un hombre cuya hija había sido asesinada por un preso condenado a muerte. A pesar de los intentos del Espectro de detenerlo, el Carnicero tiene éxito, matando al criminal. El Carnicero luego intenta poseer a Atrocitus, revelando que Atrocitus tenía una esposa e hijos que murieron en el ataque de los Manhunters. Con la ayuda del Espectro, Atrocitus protege al Carnicero y lo aprisiona con su batería de energía. El Espectro intenta juzgar al hombre que poseía el Carnicero, pero Atrocitus argumenta que su método de juicio es defectuoso. El Espectro cancela su juicio y es incapaz de juzgar a Atrocitus, descubriendo que su misión es "santa".
Regresa con Jordan y los otros Nuevos Guardianes (Hal Jordan, Carol Ferris, Sinestro, Larfleeze / Agente Naranja, Saint Walker, Indigo-1 y él mismo) justo cuando una figura con túnica ganó la ventaja en su lucha. Al tomarlo con la guardia baja con un estallido de su sangre ácida de napalm, Atrocitus descargó su rabia reprimida durante mucho tiempo contra los Guardianes sobre Krona, sabiendo de sus orígenes Maltus y cómo una vez estuvo conectado con los Guardianes del Universo. Sin la entidad de la ira para controlar los poderes de Atrocitus, Krona fue víctima de su ataque cuando el Red Lantern lo muerde brutalmente en la yugular. Usando la entidad Ion para contraatacar, Krona usó a Ophidian para impedir que los Nuevos Guardianes se defendieran (incluido Atrocitus). Al enterarse de que Atrocitus había atrapado al Carnicero dentro de su linterna, Krona exorcizó a la entidad de la rabia de su prisión y lo hizo suyo. Atrocitus y los Nuevos Guardianes fueron completamente derrotados, y una vez más se unieron para encontrar a Krona usando a Larfleeze para rastrear a la entidad avaricia.

### Guerra de los Linternas Verdes
Atrocitus y el resto de los Nuevos Guardianes se dirigen a Ryut, donde Larfleeze ha detectado a Ophidian. Krona y las entidades no se encuentran por ninguna parte, pero el grupo se encuentra con el Libro del Negro. Adentro descubren que fue Krona quien deliberadamente reprogramó a los Manhunters para acabar con toda la vida en el Sector 666. Atrocitus revela que él ya sabía esto. La exmiembro de Sinestro Corps, Lyssa Drak, aparece y rápidamente somete a los Nuevos Guardianes atrapando a todos menos a Hal en el Libro del Negro.
Cuando Hal se encuentra con Guy Gardner en la "Casa Verde", Guy revela el pacto hecho entre él, Ganthet y Atrocitus. Se revela que parte del pacto era que una vez que Krona hubiera sido derrotado, sería entregado a Atrocitus para que se enfrentara a la justicia. Hal le dijo a Guy que lo más probable es que esto signifique ejecutar a Krona. En la batalla final, Atrocitus es liberado del libro por Kyle Rayner, y su anillo rojo regresa a él. Aunque está indignado por perder la oportunidad de matar a Krona debido a Hal Jordan, Atrocitus no puede descargar su furia, ya que los Guardianes del Universo lo teletransportan de regreso a casa. Posteriormente, Atrocitus fue confrontado por Ganthet, quien le llevó el cadáver de Krona para que hiciera lo que quisiera.

### Linternas Rojas
Después de su regreso a Ysmault, Atrocitus siente que su rabia se apaga y teme perder el control sobre las hordas de Red Lantern. Usando las entrañas de Krona para realizar un ritual de sangre, Atrocitus ve muchos actos de maldad en todo el universo. Resuelve liderar a sus Red Lanterns para castigar a los culpables. Sin embargo, al sentir que su control sobre los salvajes y animales Red Lanterns se atenúa, también decide elevar a uno de ellos para que sea su igual y ayudante. Se conforma con Bleez, restaura su mente y la nombra su nueva mano derecha. Más tarde se revela que ha mantenido el cadáver de Krona como un 'confidente', hablando con el cuerpo cuando necesita dar voz a sus sentimientos sobre Red Lantern Corps y sus planes para mejorar su inteligencia. Sin embargo, después de otorgar intelectos a tres Linternas Rojas adicionales para que actúen como un freno a Bleez, Atrocitus regresa al lugar donde dejó el cuerpo de Krona solo para descubrir que no está. Aunque Atrocitus intenta encontrar el cuerpo de Krona, se le deja considerar tanto la preocupante posibilidad de que Krona haya vuelto a la vida y, cuando se enfrenta a una revuelta de Bleez, Atrocitus comienza a preguntarse si la pérdida del cuerpo de Krona le ha robado el foco de su rabia, ya que ha comenzado a tratar de justificar sus acciones donde solía considerar su mera identidad como una justificación suficiente. Recupera brevemente su concentración y rabia desenfrenada cuando descubre cómo Krona no resucitó: en cambio, Abysmus, uno de sus primeros experimentos para crear vida mediante el uso de la nigromancia y los rituales chamánicos, había robado el cuerpo de Krona, lo había comido, desollado y usado su piel. para empoderarse a sí mismo y a criaturas demoníacas similares, conocidas como Abysmorphs. Abysmus y los Abysmorphs logran dominar a Atrocitus, hiriéndolo gravemente, haciendo que Atrocitus convoque a John Moore, el nuevo Linterna Roja de respaldo del sector 2814.
Al enterarse de que Kyle está intentando adquirir el poder de los siete Cuerpos, Atrocitus accede a entrenar a Kyle para que aproveche el anillo rojo de la ira para usar ese poder contra los Guardianes. Intenta provocar la ira de Kyle recordándole la muerte de su novia Alex después de obtener el anillo, pero cuando esto falla (Kyle siente dolor en lugar de enojo), lleva a Kyle a presenciar cómo un grupo de personas son amenazadas y ejecutadas en otro país, la ira de Kyle por esto provocó la activación del poder rojo dentro de él.
Durante un enfrentamiento con la Primera Linterna, se le muestra a Atrocitus un mundo donde la masacre del Sector 666 nunca tuvo lugar, pero es testigo de una vida en la que se convirtió en un dictador brutal después de derrocar al gobierno de su mundo, incluso matando a su esposa antes de que finalmente sea asesinado por su propio hijo. Horrorizado por esta visión, Atroctius rechaza la 'oferta' del Primer Linterna de hacer realidad ese mundo, creyendo que incluso la pérdida de todo su sector es mejor que ser asesinado por su propio hijo. Aunque ordena brevemente a los otros Red Lanterns que lo maten ya que se culpa a sí mismo por la masacre, Atrocitus luego decide usar esta experiencia para reconectarse con la rabia que impulsa a su Cuerpo, y los conduce en el asalto final contra el First Lantern, lo que culmina con la muerte de uno de los últimos Guardianes del Universo después de que un Sinestro poseído por Parallax mata a los demás.
A raíz de Wrath of The First Lantern, Atrocitus pierde su anillo ante Guy Gardner, quien ha sido reclutado por Hal Jordan como un topo, y tiene su cuerpo severamente golpeado para ser llevado por Dex-Starr. Después de vagar en el espacio por un tiempo, se las arregla para fusionarse con el Carnicero, la encarnación viviente de la rabia en la luz roja que luego pierde ante Kyle Rayner durante la lucha contra Relic. Atrocitus y Dex-Starr encuentran otro salvaje Red Lantern, lo matan y toman su anillo. A continuación, captura a Rankorr y fuerza un insecto dentro de él para volverlo salvaje. Luego envenena la sangre de Ysmult y usando un segundo lago en Styge Prime, crea cientos de anillos y los envía a la Tierra. Luego usa estos nuevos rojos formados de la Tierra para luchar contra Guy Gardner, pero Gardner lo soporta al demostrar que su rabia es mayor que la de Atrocitus y le quita el anillo junto con el de Dex-Starr y todos los nuevos rojos formados también. Aunque se presume que está muerto, Gardner todavía se refiere a él como vivo.

### DC: Renacimiento
En DC: Renacimiento, Atrocitus reanuda su reinado sobre los Red Lanterns. Comienza promulgando la profecía del Amanecer Rojo en la Tierra. Para hacer esto, comenzó a infectar a la humanidad con rabia y construyó una Torre del Infierno.

## Poderes y habilidades
Atrocitus maneja un anillo de poder de Red Lantern similar al de un Green Lantern, excepto que está impulsado por la ira en lugar de la fuerza de voluntad. No se ha revelado el alcance total de los poderes de un anillo de poder rojo, pero se afirma en Crisis final: Rage of the Red Lanterns que el anillo rojo actúa como su corazón y bombea su sangre contaminada de rabia fuera de su cuerpo a través de la boca. Aunque inicialmente no pudo hacerlo, Atrocitus aprendió a crear construcciones de luz roja después de observar las otras linternas durante Blackest Night. También se muestra que la energía roja del anillo corrompe las auras de otros anillos de poder y los quema, posiblemente corrompiendo el anillo más allá de la capacidad de uso de una linterna. A diferencia de los otros miembros del Red Lantern Corps, cuyos anillos los reducen a ser bestias furiosas sin sentido, dejándolos incapaces de crear y mantener construcciones de energía como hacen los Linternas Verdes y Azules, Atrocitus tiene el control total de sus facultades mentales mientras usa su anillo y puede no verse afectado de la misma manera. Sin embargo, la energía corrupta de Red Lantern puede ser superada y purificada por las energías de Blue Lantern. Atrocitus puede anular deliberadamente la influencia corruptora de la energía roja sobre sus seguidores usando su magia, pero nunca elige hacerlo.
Atrocitus posee una fuerza y durabilidad sobrehumanas; lo suficientemente fuerte como para lanzar una excavadora de construcción de más de 14 toneladas y lo suficientemente resistente para resistir los ataques de cuchillos.
La asociación de Atrocitus con el Imperio de las Lágrimas le otorgó una gran cantidad de magia chamánica, que utilizó para forjar los anillos del Linterna Roja y adivinar la ubicación de William Hand.
Atrocitus es muy inteligente, capaz de construir el dispositivo de drenaje de energía que luego utilizó Black Hand a partir de piezas simples de armas y computadoras. Antes de que los Manhunters destruyeran el sector 666, Atrocitus era psicólogo.

## Otras versiones

### Flashpoint
En la línea de tiempo alternativa de la historia de "Flashpoint", el diálogo establece que Atrocitus, aunque todavía es un Red Lantern, logró matar a William Hand, desatando a Nekron y los Black Lanterns. Para ello, Atrocitus fue capturado y crucificado en el planeta Ysmault. Más tarde, Atrocitus es visitado por Sinestro (todavía un Green Lantern en esta línea de tiempo), quien esperaba entender el significado del "Flashpoint". Atrocitus dice que la profecía de "Flashpoint" es un momento en el que toda la historia cambiará y el "Flash" que cambió la historia y usará su poder para restablecer el universo a lo que él cree que debería ser. Sinestro lo mató después de lo que le dijo Atrocitus.

## En otros medios

### Televisión
- Atrocitus aparece en Linterna Verde: La Serie Animada, con la voz de Jonathan Adams, donde actúa como uno de los principales antagonistas. Debido a que la serie animada utiliza CGI, su diseño se simplificó parcialmente para el programa, dándole un aspecto más suave y orgánico con una cicatriz en la cara. Busca venganza contra los Green Lanterns y particularmente los Guardianes del Universo por la masacre de los Manhunters del Sector Espacial 666, también conocido como "la Zona Olvidada" en la serie. Él diseña un plan para que la armada de Linterna Roja utilice dispositivos explosivos especiales para matar planetas llamados "Liberadores" para atravesar un cinturón de asteroides que protege a Oa. Esta encarnación está dispuesta a destruir mundos enteros en nombre de la "liberación" de los Guardianes, y está dispuesta a manipular a otros para que se conviertan en sus soldados. Finalmente se revela que asesinó a la esposa de Razer con la esperanza de convertir a Razer en su eventual sucesor. En el episodio "Homecoming", cuando Jordan se ofrece como voluntario para ayudar a Atrocitus a reparar el daño hecho por los Manhunters, él responde diciendo que la única forma de reparar el daño es matar a los Guardianes él mismo, aunque Jordan lo derrota. Más tarde reaparece en "El amor es un campo de batalla", en el que es liberado de su prisión y Aya le devuelve el anillo para que sea su campeón del odio. La oferta de Aya es su libertad al matar a Carol Ferris. Mientras lucha contra Carol, ella usa su anillo Star Sapphire para convocar a Hal Jordan y juntos lo derrotan. En el episodio "Larfleeze", Razer menciona que los Orange Lanterns una vez luchó contra Atrocitus hasta detenerlo y que nunca pudo conquistar su territorio.
- Atrocitus aparece en el episodio de Justice League Action, "Rage of the Red Lanterns", con la voz de Michael Dorn.[59] Dirige al Red Lantern Corps a perseguir al culpable que robó tres Red Lantern Rings recién forjados. El culpable resultó ser Lobo, quien orquesta los eventos que llevaron a los Red Lantern Corps a luchar contra Superman, Wonder Woman, Batman y Cyborg. Cuando Lobo pone sus manos en el guantelete de araña y ataca a ambos lados, Superman le dice a Atrocitus que ambos lados deben trabajar juntos para luchar contra Lobo. Atrocitus acepta los términos. Después de que Lobo es derrotado, Atrocitus recupera los tres Anillos de Linterna Roja y parte con el Cuerpo de Linterna Roja de regreso a su base.

### Película
- Atrocitus aparece en la película animada Green Lantern: Emerald Knights, con la voz de Bruce Thomas. Lucha contra Abin Sur, intentando usar la batería de energía del Green Lantern como una bomba contra la gente de Abin Sur, pero es derrotado. Cuando Abin Sur lo lleva a prisión, le advierte sobre su muerte y sobre una terrible profecía en la que Sinestro traiciona al Green Lantern Corps, descubre el elemento amarillo y forma el Sinestro Corps. Abin Sur, sin embargo, se niega a creer en las palabras de Atrocitus y lo deja.
- Atrocitus aparece en Lego DC Comics Super Heroes: Aquaman: Rage of Atlantis, una vez más con la voz de Jonathan Adams.

### Videojuegos
- Atrocitus aparece en DC Universe Online. Él y el Red Lantern Corps atacan Aeronaves Ferris. También aparece como el personaje de "Legends PVP", sin embargo, solo se puede desbloquear a través del DLC "War of the Light Part 1". Cuesta 85 marcas de leyenda.
- Atrocitus hace un cameo en Injustice: Dioses entre nosotros. En el escenario de Metropolis, se le ve luchando contra Kilowog.
- Atrocitus aparece como un personaje jugable en Lego Batman 3: Beyond Gotham, con la voz de Ike Amadi. Se muestra por primera vez que fue capturado por Brainiac para alimentar su rayo retráctil. Una vez desactivado el dispositivo, se le envía de vuelta a Ysmault. Los héroes llegan, luchan contra el Red Lantern Corps y distraen a Atrocitus el tiempo suficiente para que Green Lantern se escape con algunos núcleos de energía de Red Lantern. Más enojado de lo habitual, se une a Sinestro y Larfleeze para recuperar sus núcleos de poder en el nivel final, solo para que Superman concentre su energía y la de los otros Linternas en un cristal duplicado para reducir la Tierra a su tamaño normal, lo que hace que sea teletransportado. de nuevo a Ysmault.
- Atrocitus era un personaje jugable en Infinite Crisis, el juego multijugador Online Battle Arena, con la voz nuevamente de Ike Amadi.
- Atrocitus aparece como un personaje jugable en Injustice 2, con Ike Amadi retomando el papel.[60] En la historia, Atrocitus llega a Atlantis buscando a Hal Jordan y tratando de convertirlo en un miembro del Red Lantern Corps como venganza por el tiempo en que todavía era miembro del Sinestro Corps, cuya opresión amenazaba su planeta natal. Atrocitus intentó utilizar la rabia de Jordan para asegurar su objetivo. Gracias a la fuerte fuerza de voluntad de Hal, es capaz de superar su ira y derrotar a Atrocitus, quien regresa a Ysmault. En el final de Atrocitus, su victoria sobre Brainiac destruye involuntariamente todas las ciudades que reunió Coluan, lo que aumenta la furia del Red Lantern Corps a un nivel incontrolable. Lo atacan, pero Atrocitus es salvado por elentidad de compasión, Prosélito. Al darse cuenta de que el equilibrio es necesario para defender la justicia, Atrocitus crea un ejército unido de todos los Linternas para castigar a los culpables y ofrecer misericordia a quienes la merecen.
- Atrocitus aparece como un personaje jugable en Lego DC Super-Villains, interpretado por Ike Amadi.